# 펌프 드릴

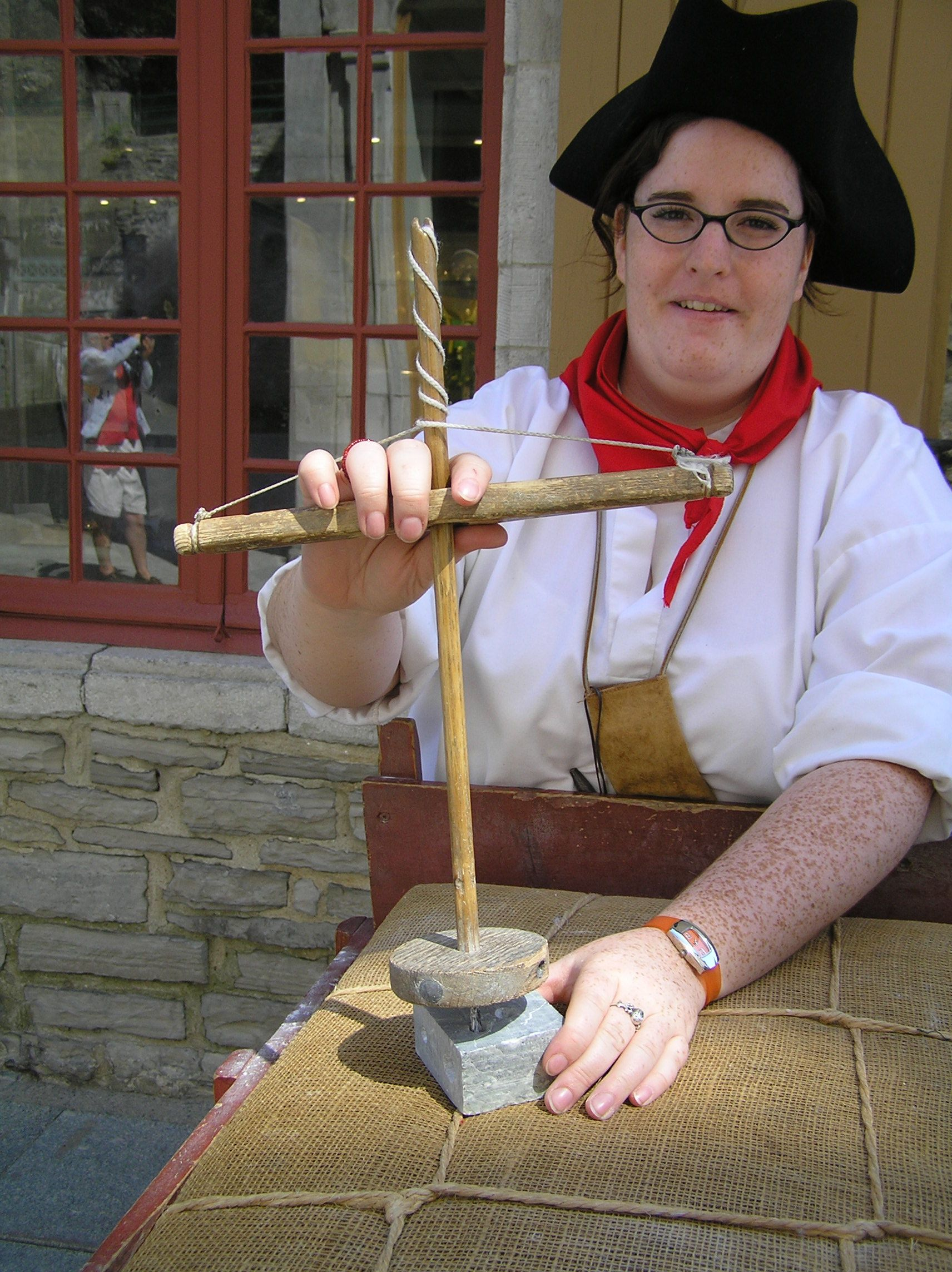
펌프 드릴

펌프 드릴(Pump drill)은 막대(방추 또는 축)에 빠른 회전 동작을 부여하는 데 사용되는 간단한 수동 장치이다. 불을 피우거나 다양한 재료에 구멍을 뚫는 드릴로 사용할 수 있다. 드릴 샤프트, 중앙을 관통하는 구멍이 있는 좁은 판, 플라이휠 역할을 하는 추(보통 무거운 디스크) 및 코드 길이로 구성되어 있다. 추는 하단 근처의 샤프트에 부착되고 구멍 보드는 상단 위로 미끄러진다. 코드는 샤프트 상단 근처의 구멍 또는 슬롯을 통해 실행되고, 구멍 보드의 양쪽 끝에 부착된다. 코드의 길이는 가장 낮은 위치에서 보드가 추 바로 위에 놓이도록 한다.
샤프트의 끝 부분에는 일반적으로 마모 또는 절단에 의해 실제 드릴링을 수행하는 하드 비트를 고정할 수 있는 슬롯 또는 구멍이 있다. 나무의 경우 비트는 오거 비트 또는 어느 방향으로 회전하면서 절단할 수 있는 단순한 삼각형 날일 수 있다.

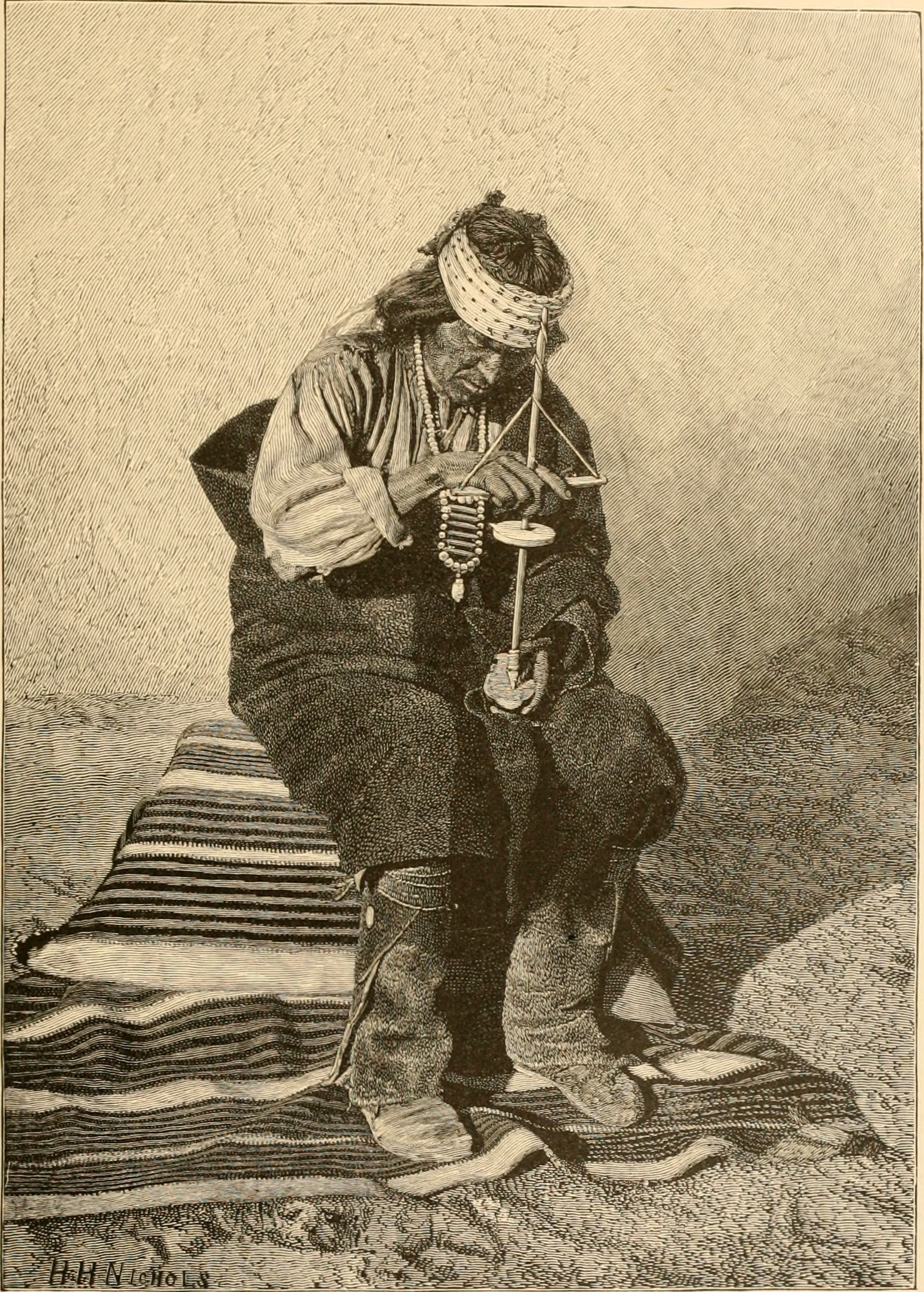
펌프 드릴로 터키옥을 뚫는 미국 원주민

사용하기 위해서는 먼저 손으로 샤프트를 돌려서 코드가 상단부를 최대한 감싸고 보드가 가장 높은 위치에 오도록 한다. 보드에 부드러운 하향 압력이 가해져 샤프트가 빠르게 회전한다. 바닥에 도달하면 압력이 완화된다. 그런 다음 추는 축을 계속 회전시켜 코드가 축 주위를 다시 감고 반대의 의미로 보드를 시작 위치로 잡아당긴다. 그런 다음 프로세스를 반복할 수 있다.

## 같이 보기
- 활비비
- 핸드 드릴
- 끈비비